# Sideroxylon stevensonii
Sideroxylon stevensonii là một loài thực vật thuộc họ Sapotaceae. Loài này có ở Belize và Guatemala.
Đây là một cây gỗ lớn của lưu vực sông Mopan của Belize. Nó được dùng chủ yếu để lấy gỗ. Nhựa từ cây này được dùng thay thế sinh-gum trong vùng. Quả khó nhai, được động vật ăn nhưng với con người thì không hấp dẫn lắm do nhựa quả làm dính môi với nhau và lưỡi dính vào vòm miệng trên. Nó được nhiều cơ quan quốc tế coi là loài nguy cấp.